# 88ste Oscaruitreiking
De 88ste Oscaruitreiking, waarbij prijzen werden uitgereikt aan de beste prestaties in films uit 2015, vond plaats op 28 februari 2016 in het Dolby Theatre in Hollywood. De ceremonie werd voor de tweede keer gepresenteerd door Chris Rock. De genomineerden werden op 14 januari bekendgemaakt door regisseurs Guillermo del Toro en Ang Lee, acteur John Krasinski en de voorzitter van de Academy, Cheryl Boone Isaacs in het Samuel Goldwyn Theater te Beverly Hills. 

## Winnaars en genomineerden

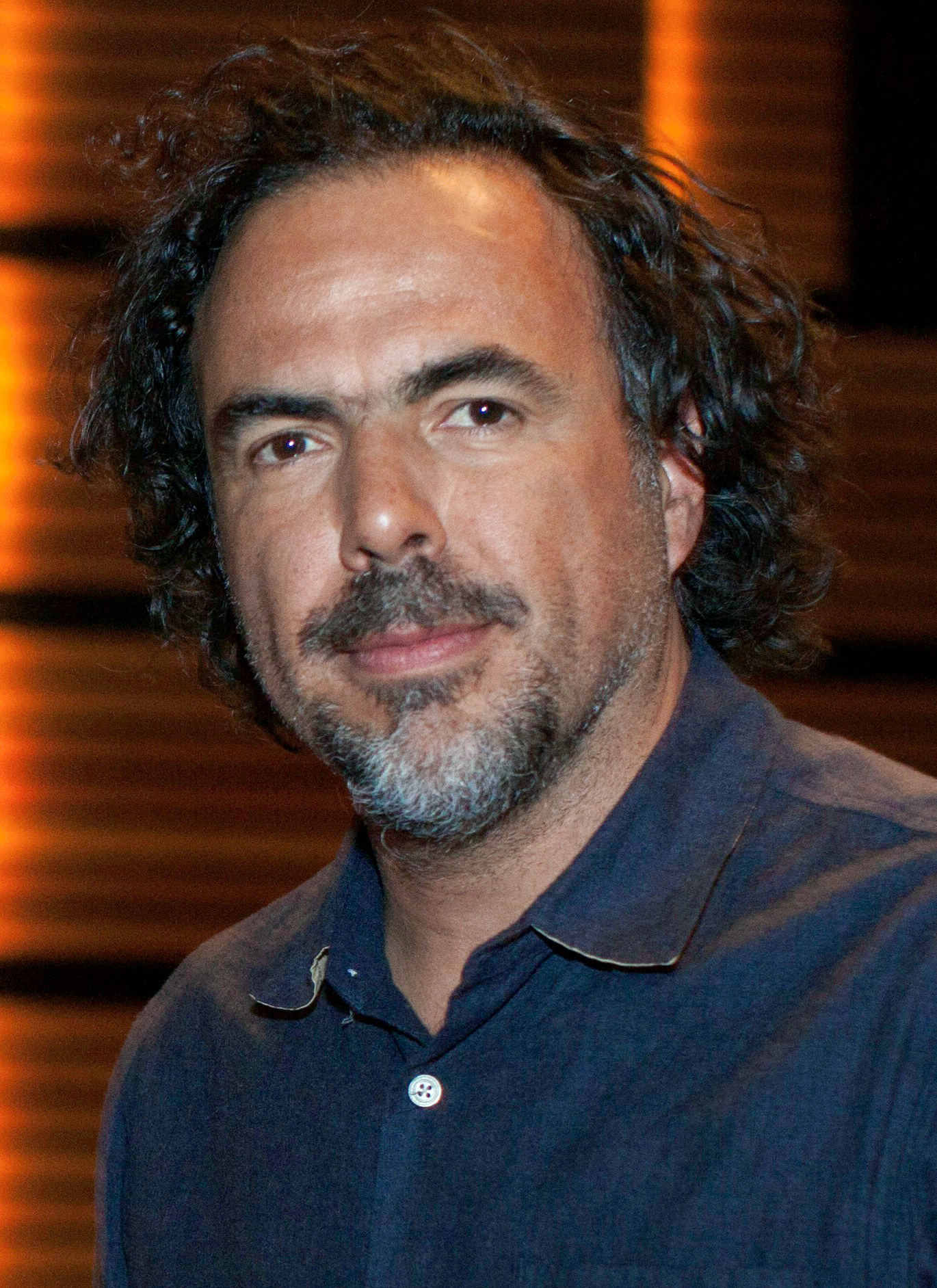
Alejandro G. Iñárritu, beste regisseur

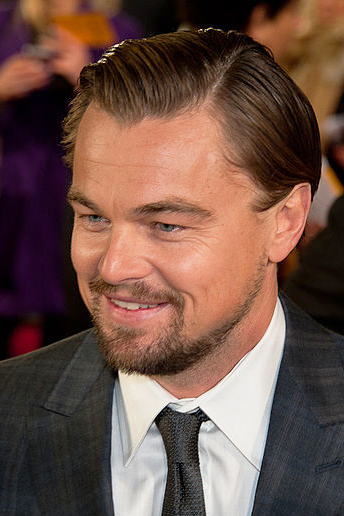
Leonardo DiCaprio, beste mannelijke hoofdrol

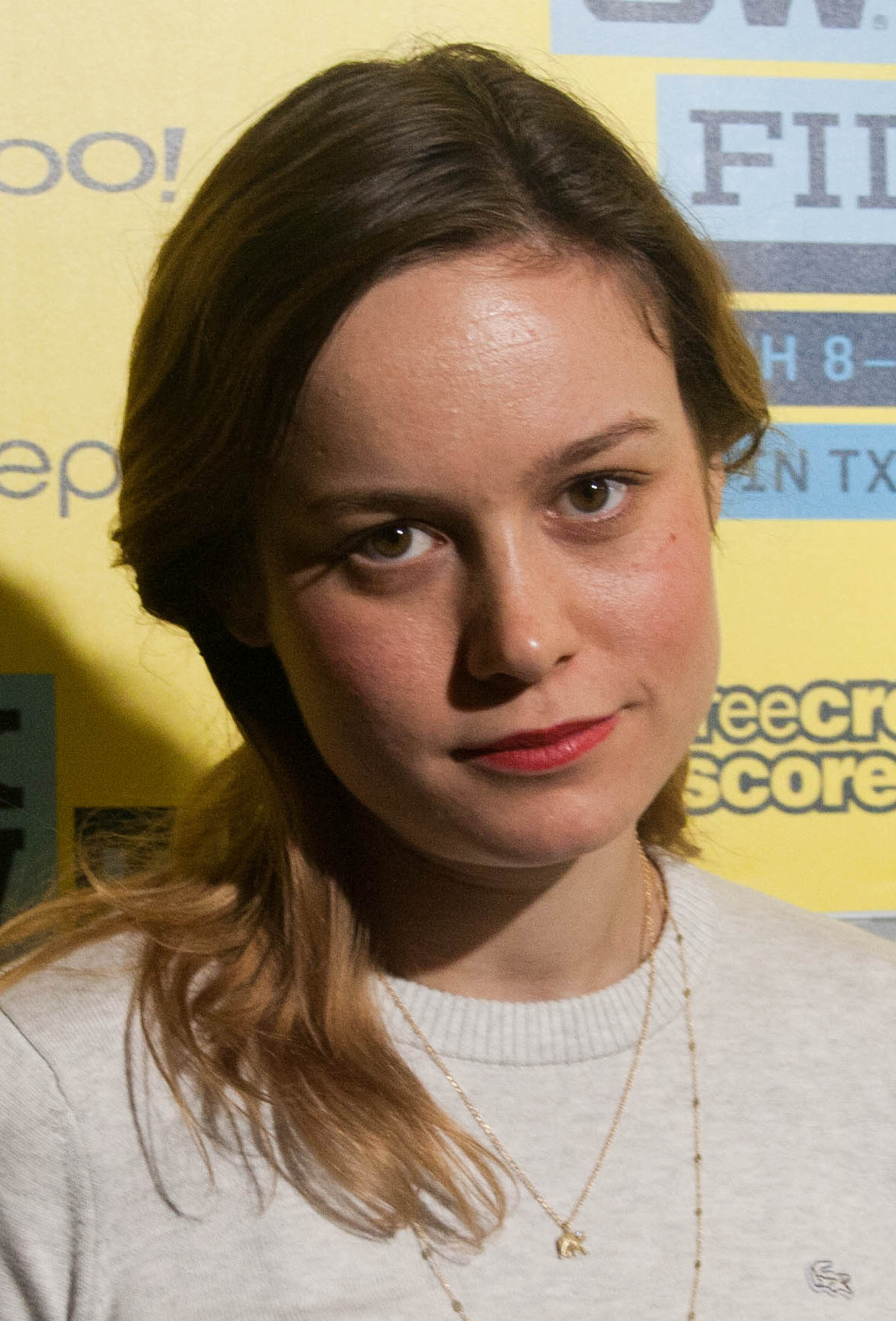
Brie Larson, beste vrouwelijke hoofdrol

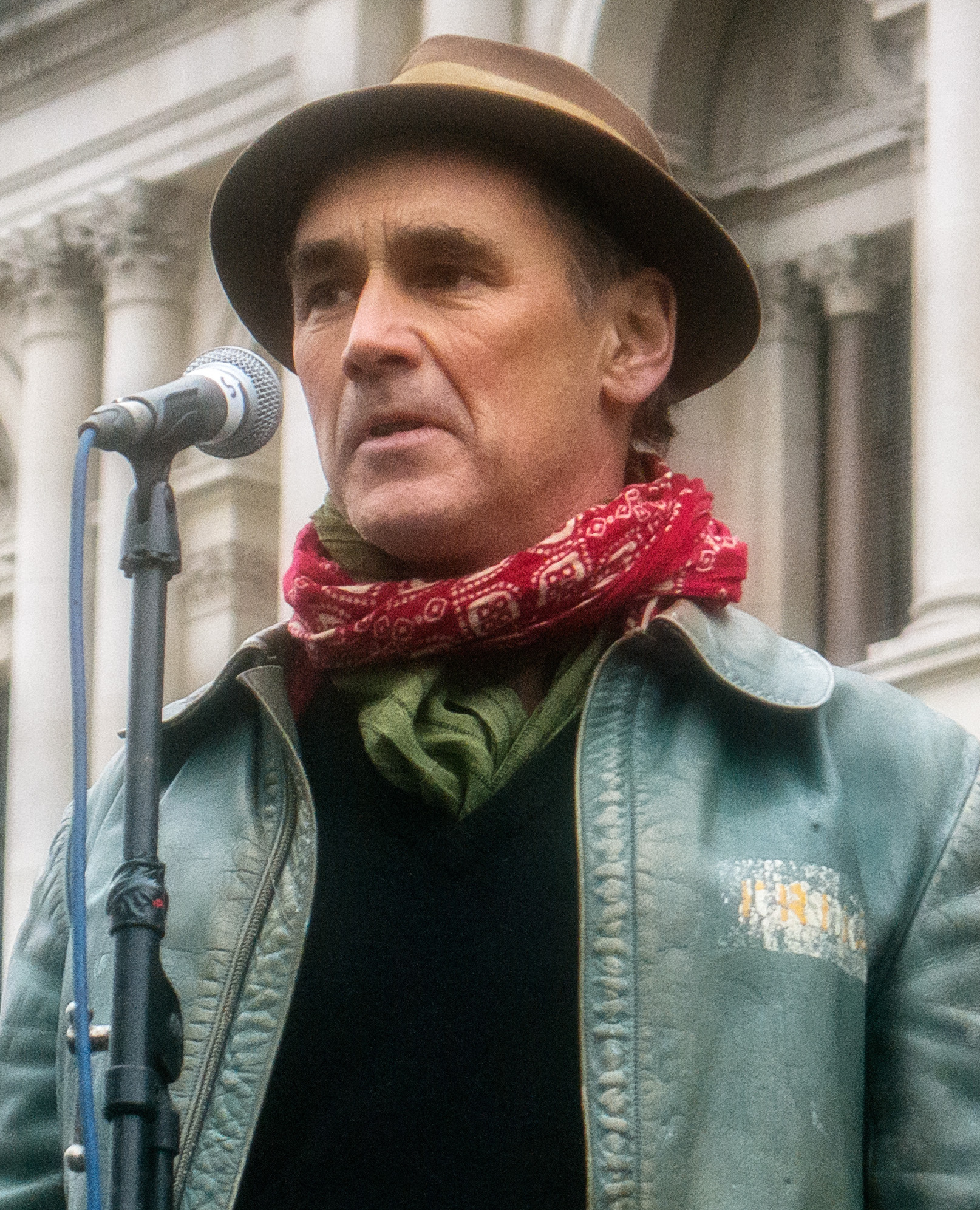
Mark Rylance, beste mannelijke bijrol

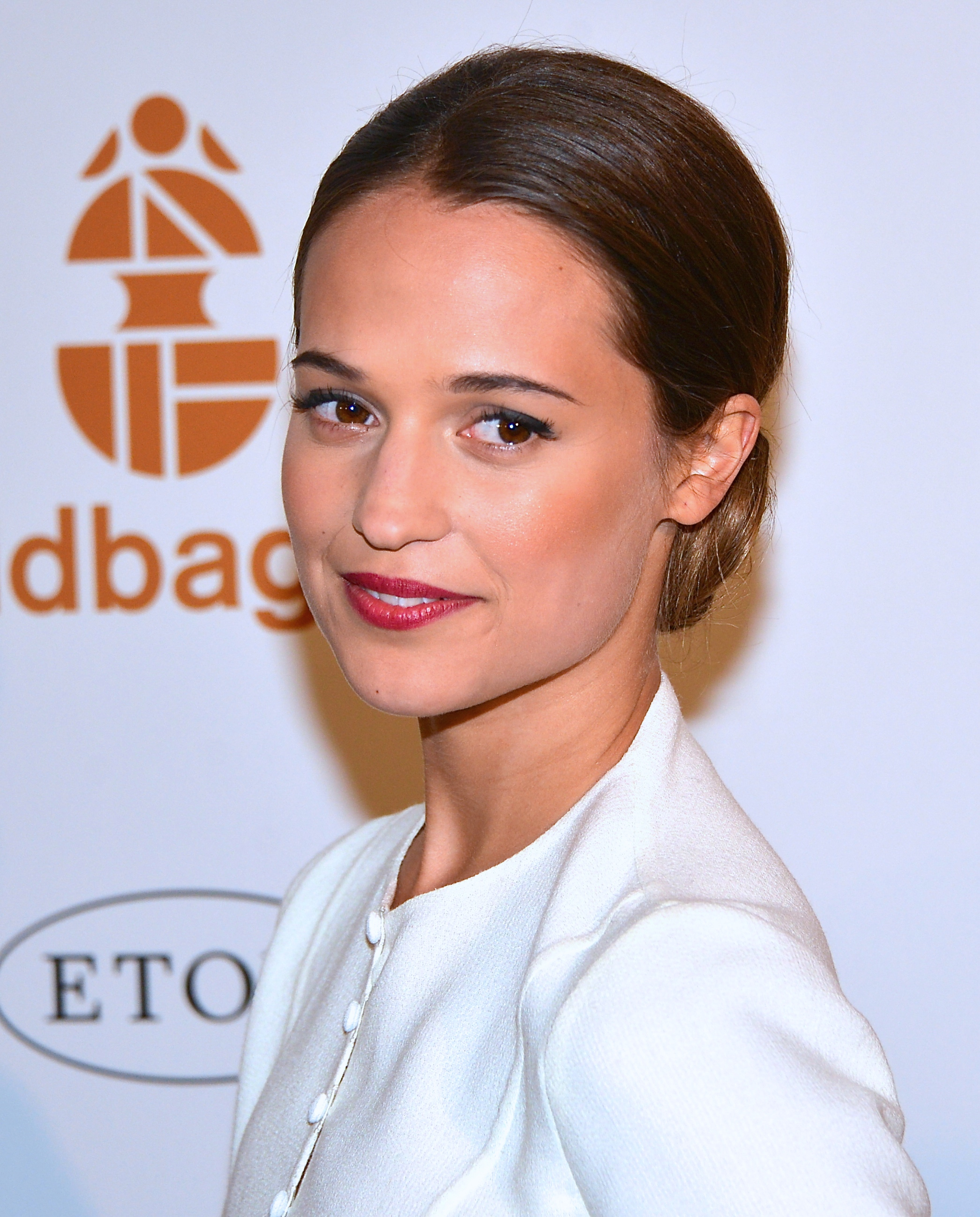
Alicia Vikander, beste vrouwelijke bijrol

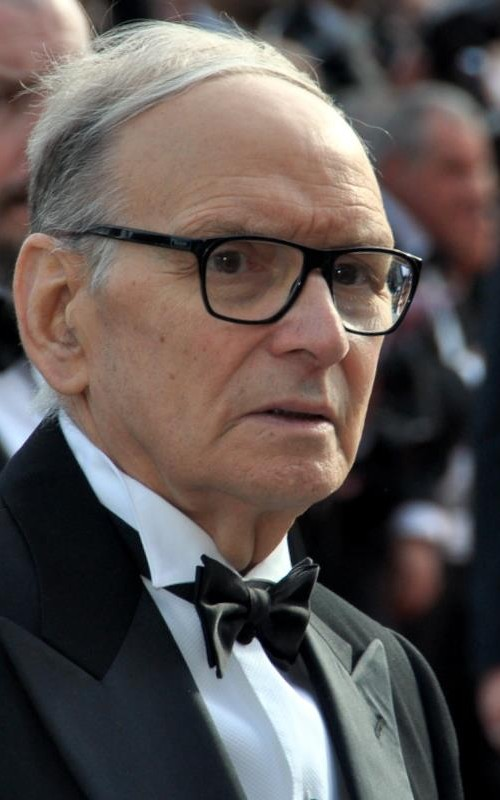
Ennio Morricone, beste originele muziek

De winnaars staan bovenaan in vet lettertype.

#### Beste film
- Spotlight
  - The Big Short
  - Bridge of Spies
  - Brooklyn
  - Mad Max: Fury Road
  - The Martian
  - The Revenant
  - Room

#### Beste regisseur
- Alejandro G. Iñárritu - The Revenant
  - Lenny Abrahamson - Room
  - Tom McCarthy - Spotlight
  - Adam McKay - The Big Short
  - George Miller - Mad Max: Fury Road

#### Beste mannelijke hoofdrol
- Leonardo DiCaprio - The Revenant
  - Bryan Cranston - Trumbo
  - Matt Damon - The Martian
  - Michael Fassbender - Steve Jobs
  - Eddie Redmayne - The Danish Girl

#### Beste vrouwelijke hoofdrol
- Brie Larson - Room
  - Cate Blanchett - Carol
  - Jennifer Lawrence - Joy
  - Charlotte Rampling - 45 Years
  - Saoirse Ronan - Brooklyn

#### Beste mannelijke bijrol
- Mark Rylance - Bridge of Spies
  - Christian Bale - The Big Short
  - Tom Hardy - The Revenant
  - Mark Ruffalo - Spotlight
  - Sylvester Stallone - Creed

#### Beste vrouwelijke bijrol
- Alicia Vikander - The Danish Girl
  - Jennifer Jason Leigh - The Hateful Eight
  - Rooney Mara - Carol
  - Rachel McAdams - Spotlight
  - Kate Winslet - Steve Jobs

#### Beste originele scenario
- Spotlight - Josh Singer en Tom McCarthy
  - Bridge of Spies - Matt Charman, Ethan Coen en Joel Coen
  - Ex Machina - Alex Garland
  - Inside Out -  Pete Docter, Meg LeFauve, Josh Cooley en Ronnie del Carmen
  - Straight Outta Compton - Jonathan Herman, Andrea Berloff, S. Leigh Savidge en Alan Wenkus

#### Beste bewerkte scenario
- The Big Short - Charles Randolph en Adam McKay
  - Brooklyn - Nick Hornby
  - Carol - Phyllis Nagy
  - The Martian - Drew Goddard
  - Room - Emma Donoghue

#### Beste niet-Engelstalige film
- Son of Saul - Hongarije
  - Embrace of the Serpent - Colombia
  - Mustang - Frankrijk
  - Theeb - Jordanië
  - A War - Denemarken

#### Beste animatiefilm
- Inside Out - Pete Docter en Jonas Rivera
  - Anomalisa - Charlie Kaufman, Duke Johnson en Rosa Tran
  - Boy and the World - Alê Abreu
  - Shaun the Sheep Movie - Mark Burton en Richard Starzak
  - When Marnie Was There - Hiromasa Yonebayashi en Yoshiaki Nishimura

#### Beste documentaire
- Amy - Asif Kapadia en James Gay-Rees
  - Cartel Land - Matthew Heineman en Tom Yellin
  - The Look of Silence - Joshua Oppenheimer en Signe Byrge Sørensen
  - What Happened, Miss Simone? - Liz Garbus, Amy Hobby en Justin Wilkes
  - Winter on Fire: Ukraine's Fight for Freedom - Evgeny Afineevsky en Den Tolmor

#### Beste camerawerk
- The Revenant - Emmanuel Lubezki
  - Carol - Ed Lachman
  - The Hateful Eight - Robert Richardson
  - Mad Max: Fury Road - John Seale
  - Sicario - Roger Deakins

#### Beste montage
- Mad Max: Fury Road - Margaret Sixel
  - The Big Short - Hank Corwin
  - The Revenant - Stephen Mirrione
  - Spotlight - Tom McArdle
  - Star Wars: The Force Awakens - Maryann Brandon en Mary Jo Markey

#### Beste productieontwerp
- Mad Max: Fury Road - Colin Gibson en Lisa Thompson
  - Bridge of Spies - Adam Stockhausen, Rena DeAngelo en Bernhard Henrich
  - The Danish Girl - Eve Stewart en Michael Standish
  - The Martian - Arthur Max en Celia Bobak
  - The Revenant - Jack Fisk en Hamish Purdy

#### Beste originele muziek
- The Hateful Eight - Ennio Morricone
  - Bridge of Spies - Thomas Newman
  - Carol - Carter Burwell
  - Sicario - Jóhann Jóhannsson
  - Star Wars: The Force Awakens - John Williams

#### Beste originele nummer
- "Writing's on the Wall" uit Spectre - Muziek en tekst: Jimmy Napes en Sam Smith
  - "Earned It" uit Fifty Shades of Grey - Muziek en tekst: The Weeknd, Ahmad Balshe, Jason Quenneville en Stephan Moccio
  - "Manta Ray" uit Racing Extinction - Muziek: J. Ralph, tekst: Anohni
  - "Simple Song #3" uit Youth - Muziek en tekst: David Lang
  - "Til It Happens to You" uit The Hunting Ground - Muziek en tekst: Diane Warren en Lady Gaga

#### Beste geluidsmixing
- Mad Max: Fury Road - Chris Jenkins, Gregg Rudloff en Ben Osmo
  - Bridge of Spies - Andy Nelson, Gary Rydstrom en Drew Kunin
  - The Martian - Paul Massey, Mark Taylor en Mac Ruth
  - The Revenant - Jon Taylor, Frank A. Montaño, Randy Thom en Chris Duesterdiek
  - Star Wars: The Force Awakens - Andy Nelson, Christopher Scarabosio en Stuart Wilson

#### Beste geluidsbewerking
- Mad Max: Fury Road - Mark Mangini en David White
  - The Martian - Oliver Tarney
  - The Revenant - Martín Hernández en Lon Bender
  - Sicario - Alan Robert Murray
  - Star Wars: The Force Awakens - Matthew Wood en David Acord

#### Beste visuele effecten
- Ex Machina - Andrew Whitehurst, Paul Norris, Mark Ardington en Sara Bennett
  - Mad Max: Fury Road - Andrew Jackson, Tom Wood, Dan Oliver en Andy Williams
  - The Martian - Richard Stammers, Anders Langlands, Chris Lawrence en Steven Warner
  - The Revenant - Rich McBride, Matthew Shumway, Jason Smith en Cameron Waldbauer
  - Star Wars: The Force Awakens - Roger Guyett, Patrick Tubach, Neal Scanlan en Chris Corbould

#### Beste kostuumontwerp
- Mad Max: Fury Road - Jenny Beavan
  - Carol - Sandy Powell
  - Cinderella - Sandy Powell
  - The Danish Girl - Paco Delgado
  - The Revenant - Jacqueline West

#### Beste grime en haarstijl
- Mad Max: Fury Road - Lesley Vanderwalt, Elka Wardega en Damian Martin
  - The 100-Year-Old Man Who Climbed out the Window and Disappeared - Love Larson en Eva von Bahr
  - The Revenant - Siân Grigg, Duncan Jarman en Robert Pandini

#### Beste korte film
- Stutterer - Benjamin Cleary en Serena Armitage
  - Ave Maria - Basil Khalil en Eric Dupont
  - Day One - Henry Hughes
  - Everything Will Be Okay (Alles Wird Gut) - Patrick Vollrath
  - Shok - Jamie Donoughue

#### Beste korte animatiefilm
- Bear Story - Gabriel Osorio en Pato Escala
  - Prologue - Richard Williams en Imogen Sutton
  - Sanjay's Super Team - Sanjay Patel en Nicole Paradis Grindle
  - We Can't Live Without Cosmos - Konstantin Bronzit
  - World of Tomorrow - Don Hertzfeldt

#### Beste korte documentaire
- A Girl in the River: The Price of Forgiveness - Sharmeen Obaid-Chinoy
  - Body Team 12 - David Darg en Bryn Mooser
  - Chau, Beyond the Lines - Courtney Marsh en Jerry Franck
  - Claude Lanzmann: Spectres of the Shoah - Adam Benzine
  - Last Day of Freedom - Dee Hibbert-Jones en Nomi Talisman

## Films met meerdere nominaties
De volgende films ontvingen meerdere nominaties:
| Nominaties | Film                         | Awards |
| ---------- | ---------------------------- | ------ |
| 12         | The Revenant                 | 3      |
| 10         | Mad Max: Fury Road           | 6      |
| 7          | The Martian                  |        |
| 6          | Bridge of Spies              | 1      |
| 6          | Carol                        |        |
| 6          | Spotlight                    | 2      |
| 5          | The Big Short                | 1      |
| 5          | Star Wars: The Force Awakens |        |
| 4          | The Danish Girl              | 1      |
| 4          | Room                         | 1      |
| 3          | Brooklyn                     |        |
| 3          | The Hateful Eight            | 1      |
| 3          | Sicario                      |        |
| 2          | Ex Machina                   | 1      |
| 2          | Inside Out                   | 1      |
| 2          | Steve Jobs                   |        |